# Coelioxys ateneata
Coelioxys ateneata är en biart som beskrevs av Embrik Strand 1920. Coelioxys ateneata ingår i släktet kägelbin, och familjen buksamlarbin. Inga underarter finns listade i Catalogue of Life.